# История почты и почтовых марок Силезии
История почты и почтовых марок Силезии, ныне находящейся в составе Польши, а также Чехии и Германии, относится к периоду после Первой мировой войны, когда судьба территорий Восточной и Верхней Силезий решалась с помощью плебисцита. В связи с этим в 1920—1922 годах здесь были изданы особые почтовые и пропагандистские марки.

## Восточная Силезия
В прошлом восточная часть Силезии являлась коронной землёй Австрии — Австрийской Силезией. Её административный центр располагался в Опаве. До 1918 года в пределах этого региона, входившего в состав Австро-Венгрии, функционировала австрийская почта и, соответственно, использовались марки Австрии. С января 1919 года здесь применялись австрийские марки с надпечаткой «Poczta Polska», выпущенные в Кракове.
По окончании Первой мировой войны Австрийская Силезия была оккупирована Чехословакией и Польшей, и право владения этим районом оспаривалось между двумя странами. Польская и чехословацкая администрации сначала использовали марки Польши и Чехословакии, а затем перешли к эмиссиям особых марок для оккупированных областей.
В 1920 году Восточная Силезия перешла под управление «Комиссией по Администрации и Плебисциту» держав Антанты, которая должна была организовать плебисцит для определения государственной принадлежности региона. Плебисцит, однако, не состоялся. Вопрос о границе между Польшей и Чехословакией был решён в июле 1920 года.
В целом, история почты этой территории весьма запутана, поскольку на протяжении небольшого промежутка времени в разных почтовых отделениях здесь имели хождение надпечатанные и обычные почтовые марки обеих противоборствовавших стран, Чехословакии и Польши, а также Австрии. За немногими исключениями, марки Восточной Силезии в настоящее время доступны для филателистов по минимальной стоимости.

### Тешинская Силезия
С 1918 по 1920 год часть Восточной Силезии — Тешинская Силезия, с центром в Тешине, управлялась чехословацкой военной администрацией.
В 1920 году для плебисцитарной области Тешинской Силезии в районах, бывших под контролем чехословацких властей, на почтовых, экспрессных, газетных и доплатных марках Чехословакии и Польши были произведены надпечатки аббревиатуры «SO» или «S. O.» (от фр. Silésie Orientale — Восточная Силезия) и года «1920».
Надпечатки были сделаны в различных вариациях и в значительном количестве. Марки использовались с февраля и до 11 августа 1920 года. На главном почтамте в Праге они продавались до 1928 года. Всего были эмитированы 27 почтовых марок, две марки спешной почты, 11 доплатных марок и пять газетных марок.

### Ольшанская Силезия
В восточносилезских районах, занятых Польшей и известных как Ольшанская Силезия, с центром в Цешине, первоначально использовались польские марки, а в 1920 году выпускались почтовые марки. Для этой цели на марках Северной и Южной Полыни ставилась надпечатка «SO» («Восточная Силезия»). Всего таким способом было издано 10 почтовых марок, которые были изъяты из обращения 20 сентября 1920 года.
Из-за отсутствия марок с номиналами в гележах для надпечаток употреблялись марки с номиналами в фенигах, однако они продавались за гележи. Вследствие этого имеется различие валют на надпечатанных марках низких и высоких номиналов. Кроме того, была подготовлена серия марок с оригинальными рисунками, но в продажу она так и не поступила.

## Верхняя Силезия
Эта часть Силезии с первой половины XVI века была под управлением Австрийской империи, а с 1740-х годов — Пруссии. После Первой мировой войны территория Верхней Силезии, с центром в Ополе (Оппельне), оказалась под контролем Лиги Наций, а в 1920—1921 годах — Межсоюзнической Комиссии держав Антанты, которая должна была решить вопрос о дальнейшей судьбе этого региона. По условиям Версальского договора планировалось провести референдум (плебисцит) по самоопределению этой территории.
По результатам плебисцита Верхняя Силезия была поделена Лигой Наций между Германией и Польшей, так как число голосов за присоединение к тому или другому государству было примерно поровну. При этом западная часть Верхней Силезии осталась в подчинении Германии, а восточная была передана Польше. В 1945 году произошло воссоединение всей Верхней Силезии с Польшей.

### Почтовые выпуски
В течение 1920—1921 годов для Верхней Силезии были изданы плебисцитные выпуски, а в 1920 и 1922 годах — служебные марки. Это были как знаки почтовой оплаты с надпечатками «CGHS» («Межсоюзническая Комиссия Верхней Силезии») на марках Германии, так и оригинальные марки с надписями: пол. «Górny Śląsk», нем. «Oberschlesien», фр. «Haute Silésie» («Верхняя Силезия»). В общей сложности было изготовлено 43 почтовых и 20 служебных марок. Встречаются служебные марки с двойной надпечаткой «C. G. H. S.».
На части территории Силезии, присоединённой по итогам плебисцита к Польше, в 1922 году выходили особые марки с рисунком марок Польши, но с номиналами в германской валюте. Они были в употреблении до 30 апреля 1923 года, а затем были заменены польскими марками.

### Пропагандистские выпуски
С целью повлиять на ход и результаты проходившегося в 1921 году плебисцита прогермански настроенные местные организации прибегли к распространению в Верхней Силезии германских пропагандистских марок. Подоплёкой к таким действиями служил тот факт, что в этом промышленно развитом районе проживало смешанное немецко-польское население и к нему проявлялся большой интерес со стороны Германии. Пропагандистские миниатюры представляли собой польские почтовые марки  (Sc #A12, A13 и A14), на которых были произведены надпечатки на немецком языке в три строки: «Достойные немцы голосуют за Германию!», а также новые номиналы — в 7, 21, 42, 70 и 140 пфеннигов. Марки не поступали в почтовое обращение, а средства от их продажи направлялись в агитационные фонды.

### Выпуск Корфанты
В 1921 году, во время Силезского восстания под руководством Войцеха Корфанты, в Верхней Силезии возникла повстанческая зона, на которой в обращении использовались собственные почтовые марки. Это была серия из семи оригинальных марок с изображением силезского пейзажа, герба Польши и с надписью пол. «Górny Śląsk» («Верхняя Силезия»). Марки применялись только для оплаты почтовых направлений в Польшу. В 1922 году область, занятая отрядами Корфанты, была присоединена к Германии.

### Прочее
В поддержку плебисцита в Верхней Силезии выходили также марки Срединной Литвы. В частности, в 1921 году там были эмитированы почтово-благотворительные марки с надпечаткой по-польски «NA ŚLĄSK» («Для Силезии»), дополнительный сбор от которых шёл в пользу фонда помощи проведению плебисцита  (Sc #B1—B6).
В 1922—1923 годах по случаю состоявшегося объединения части Верхней Силезии и Польши была выпущена серия памятных польских марок  (Sc #170—190). Германия в 1931 году издала маркированную почтовую карточку к 10-летию проведения плебисцита в Верхней Силезии.

## Восточная Верхняя Силезия
На территории Восточной Верхней Силезии, с центром в Катовице, в 1922—1923 годах имели хождение оригинальные почтовые марки. Всего насчитывается 20 видов подобных марок.